# Magnus Börjeson
Magnus Börjeson, född den 27 augusti 1967 och uppvuxen i Lund, är en svensk musiker och kompositör av bland annat filmmusik.
Börjeson var en av de ledande krafterna inom 1990-talspopgruppen Beagle och dess efterföljare Favorita. 2001 återuppväckte han Beagle för en spelning i Los Angeles.
Magnus Börjeson har spelat bas på Per Gessles turné "En händig man" 2007 och Party Pleaser tour 2009. Under 2010-12 spelade han också bas på Roxettes världsturné. Han har dessutom turnerat med andra artister, bland annat The Cardigans och Chris Bailey.
Som kompositör för film och TV har Börjeson bland annat arbetat åtskilligt med Hipp Hipp-gänget (bland annat med långfilmen Morgan Pålsson - världsreporter) samt med duon Ola Simonsson och Johannes Stjärne Nilsson. I de senares prisbelönta filmer Music for one apartment and six drummers  och Sound of Noise medverkar han även som skådespelare.